# Sommet mondial sur la société de l'information
Pour les articles homonymes, voir SMSI.

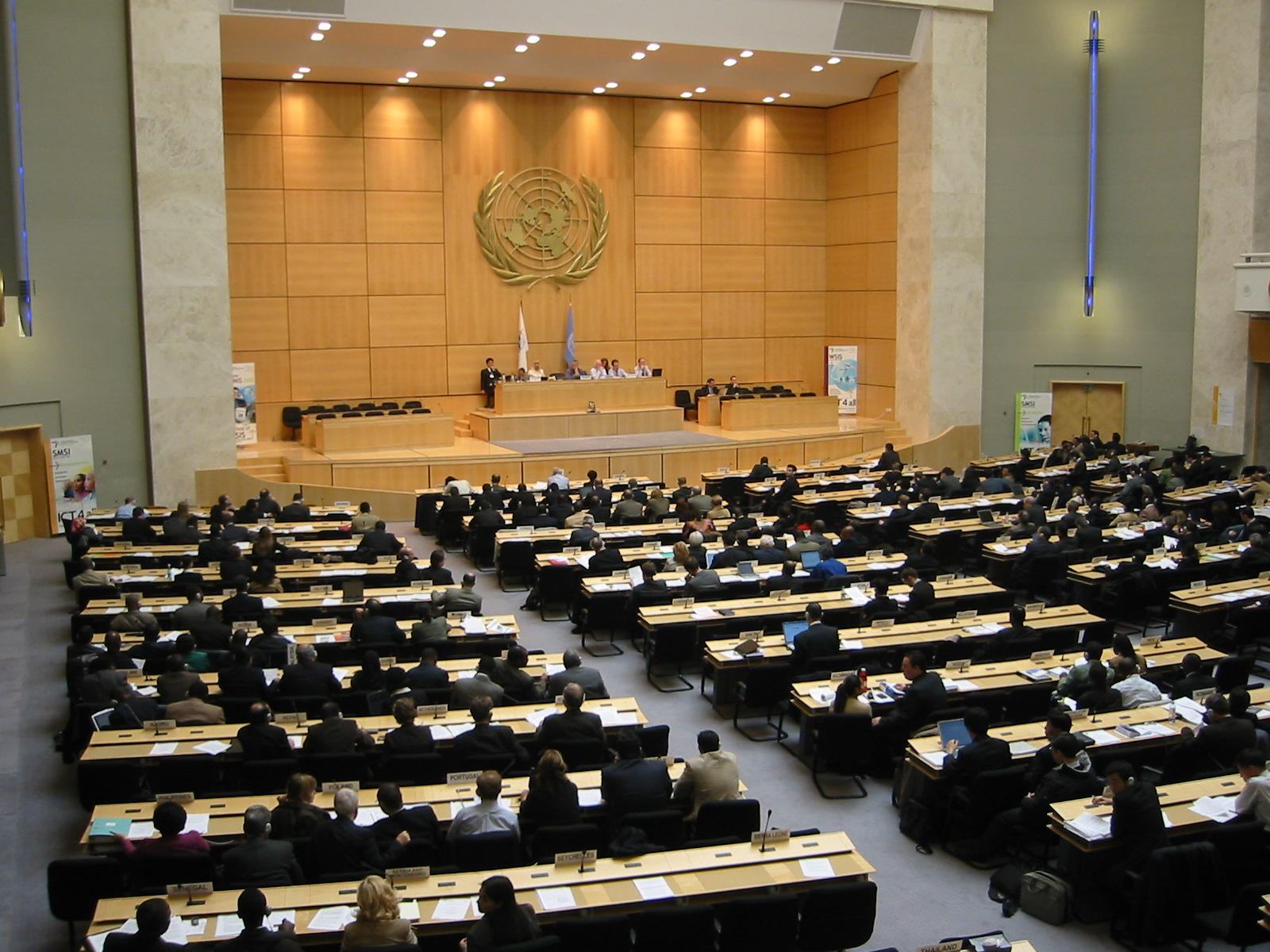
Deuxième session de préparation du Sommet mondial sur la société de l'information, 18-25 février 2005, séance plénière, Palais des Nations, Genève, Suisse

Le Sommet mondial sur la société de l'information (SMSI) est un forum mondial organisé par l'Union internationale des télécommunications (UIT), une agence de l'Organisation des Nations unies (ONU). Il vise à réduire l'inégalité des habitants de la planète vis-à-vis de l'accès à l'information par le biais des nouvelles TIC, en particulier d'Internet. Il a adopté une déclaration de principes et un plan d'action.
La première phase a lieu à Genève, en Suisse, du 10 au 12 décembre 2003. Son deuxième volet se tient à Tunis du 16 au 18 novembre 2005.
Selon les discussions entre les diverses parties prenantes, il a été prévu de convoquer un autre forum à Athènes du 30 octobre au 2 novembre 2006 nommé Forum sur la gouvernance de l'internet.

## Société de l'information
L'ONU charge l'UIT de coordonner le développement des nouvelles TIC dans le monde. Pour ce faire, elle préconise une démarche différente de celles de l'Organisation mondiale du commerce ou du G8. Le SMSI est un sommet tripartite, ouvert aux gouvernants de tous les pays, aux firmes multinationales et à la société civile (organisations non gouvernementales, collectifs citoyens, syndicats).

### Deux phases
Le sommet se déroule en deux phases. La première se tient à Genève du 10 au 12 décembre 2003 et a pour but d'adopter une déclaration de principes et un plan d'action. La seconde, tenue à Tunis en novembre 2005, vise à approfondir les thèmes liés au développement et à effectuer une première évaluation des actions mises en œuvre depuis le sommet de Genève. Cette rencontre internationale est le pendant pour la société de l'information de ce que la Conférence de Rio est à l'environnement : le point de départ d'une vaste prise de conscience et un débat dans un domaine qui, jusque-là, est réservé aux politiques nationales. La réduction de la « fracture numérique », c'est-à-dire du développement inégal des TIC dans le monde, est un objectif du sommet de Genève.

### Constat
En 2000, le continent africain compte seize millions de raccordements téléphoniques, un chiffre inférieur au nombre de lignes de Manhattan ou Tokyo. En Suisse et en Allemagne, environ 60 % de la population utilise régulièrement Internet, à peu près autant qu'aux États-Unis. En Afrique, au contraire, un habitant sur 118 a accès à Internet. Le Niger et le Burkina Faso disposent de 2 à 4 Mb/s (bande passante équivalent à la taille des tuyaux de données), correspondant à la capacité de communiquer de quatre abonnés ADSL (haut débit). Une ONG, CSDPTT, estime à quinze milliards d'euros la construction d'une infrastructure intra-africaine, un réseau panafricain qui sortirait les Africains du ghetto technologique.
En 2003, 91 % des internautes habitent dans les parties du monde qui représentent 20 % de la population mondiale. En d'autres termes, cela signifie que 80 % de la population mondiale est représentée par 9 % des internautes. On peut en déduire que cette population n'a pas de véritable accès à Internet d'un point de vue pratique. L'un des projets du SMSI est de réduire cette « fracture numérique » mais aussi de renverser cette tendance d'inégalité globale d'accès à l'internet avant 2015.
Ce constat montre qu'il y a un besoin urgent d'investissement dans les télécommunications et l'accès à l'information dans certains pays du monde. Cet état de fait justifie la présence des grandes multinationales aux discussions de Genève. Deux visions s'affrontent cependant, l'une appelant à un plan Marshall fondé sur l'aide publique au développement pour atteindre l'objectif, la réduction de la « fracture numérique », l'autre centrée sur la libéralisation économique de tous les secteurs. Des questions telles que l'éducation, la liberté d'expression, le respect de la diversité culturelle, la propriété intellectuelle, ou encore la gouvernance d'Internet sont abordées lors de la première phase, mais sont absentes des déclarations finales et officielles du premier cycle. Les mêmes questions sont abordées lors de la deuxième phase, en particulier celle de la gouvernance de l'internet.

## Exclusion de Reporters sans frontières
L'association Reporters sans frontières est interdite de sommet en raison de son exclusion pour un an des instances onusiennes à la suite de son action contre la présidente libyenne de la Commission des droits de l'homme des Nations unies, début 2003. Elle avait annoncé qu'elle ferait parler des atteintes au droit d'expression par la voix d'une radio baptisée Radio non grata. Celle-ci émet sur le site du sommet les 9 et 10 décembre 2003 au matin, depuis un émetteur pirate situé à Ferney-Voltaire, à 8 kilomètres de Genève ; l'émission est ensuite stoppée par les autorités françaises.
À nouveau, lors du deuxième sommet, en novembre 2005, l'association dénonce les atteintes à la liberté d'expression dont se rend coupable le régime tunisien du président Zine el-Abidine Ben Ali.

## Refus de l'accréditation de Human Rights in China
À la suite d'une manœuvre procédurale de la République populaire de Chine, l'association Human Rights in China se voit refuser son accréditation au SMSI en 2005 par le secrétariat exécutif du sommet en raison de son refus de communiquer le nom de ses donneurs anonymes.